# 威爾遜岩
59°3′S 26°39′W / 59.050°S 26.650°W
威爾遜岩（英語：Wilson Rock），是南極洲的岩石，位於南桑威奇群島，處於布里斯托爾島以西2.6公里，海拔高度150米，在1775年由詹姆斯·庫克率領的英國探險隊發現，現時由英國海外領土管轄。